# Racing Besançon
 (juin 2023).
Si vous disposez d'ouvrages ou d'articles de référence ou si vous connaissez des sites web de qualité traitant du thème abordé ici, merci de compléter l'article en donnant les références utiles à sa vérifiabilité et en les liant à la section « Notes et références ».
Maillots
Actualités
Le Racing Besançon est un club de football français, fondé en 1904 et situé à Besançon.
Depuis 1939, le club joue au stade Léo-Lagrange, principal stade de la ville de Besançon. Il s'agit d'un des deux clubs de football de la capitale comtoise avec le Besançon Football, qui évolue en National 3.

## Histoire

### Origines
Fondé en 1904 par des militaires, le Racing Club Franc-Comtois Besançon, club omnisports rejoint l'USFSA. La section football est créée en 1905. Après avoir signé quelques belles performances avant la Grande Guerre (Champion de l'Est 1909, 10, 11 et 12), le club est freiné par les hostilités.
En 1936, la décision de construire un stade vélodrome de 18 000 places assises a été prise. Le stade porte maintenant le nom de Léo Lagrange, socialiste français, sous-secrétaire d'État aux sports et à l'organisation des loisirs sous le Front populaire.
L'entre-deux-guerres est assez morne pour le Racing qui, après avoir connu la relégation en promotion, enlève le titre de Ligue de Franche-Comté en 1939, sans perdre la moindre rencontre. Les grands dirigeants de cette période furent M.Jeanpetit et Gianoli.
Durant le second conflit mondial, Besançon prend part aux demi-finales de zone Nord de la Coupe de France en 1942, éliminé par Lille (3-2). 

### L'après-guerre: l'ère du professionnalisme
Le club accède au statut professionnel en 1945, rejoignant ainsi la deuxième division où le club prend racine : 41 saisons consécutives en D2 entre 1945 et 1986. La D1 est même toute proche en 1978, mais le club bisontin est finalement devancé dans son groupe par Angers, puis battu par le Paris FC en barrages d'accession. Le choc pour la montée contre le SCO d'Angers, le 22 avril 1978, devant 15 800 spectateurs, se solde par un score nul et vierge.
Le 10 mars 1979, a lieu une nouvelle affluence record : 20 000 spectateurs se pressent à Léo-Lagrange, sous la pluie, pour recevoir St-Etienne en 16e de finale aller de Coupe de France. Les Verts l'emportent 2 à 1, grâce à des buts de Larios et Piazza.

### Du R.C.F.C. au B.R.C.: retour au statut amateur

Ancien logo.

Le club dépose le bilan en 1986. En 1987, le R.C.F.C. Besançon devient le Besançon Racing Club. Après plusieurs années passées dans les divers championnats amateurs, le club revient sur le devant de la scène en 2003 en remportant le championnat de National et en accédant ainsi à nouveau au statut professionnel dans le championnat de Ligue 2. 
Mais l'embellie est de courte durée et le club subit deux relégations successives, en National en 2004 et en CFA en 2005.
Frôlant une nouvelle relégation en CFA2 en 2006, le club se redresse lors des saisons suivantes grâce à un recrutement ambitieux, mais échoue à chaque fois aux portes du National, face à Calais en 2007, puis Croix de Savoie en 2008.
La saison 2008-2009 voit enfin le club bisontin retrouver le succès, en Coupe de France d'abord avec un 32e de finale de gala perdu contre l'Olympique de Marseille au stade Léo Lagrange (1-1, 5-4 aux TAB) avec une forte affluence pour une rencontre de football à Besançon avec 10 334 spectateurs. En championnat ensuite, avec une accession sportive en National après quatre années en Championnat de France Amateur.
Mais l'intersaison 2009 tourne au cauchemar pour le BRC, rétrogradé en CFA2 par la DNCG, avant d'être replacé in extremis en CFA sur proposition du CNOSF. La mauvaise santé financière du club est alors exposée au grand jour, et un nouveau dépôt de bilan est proche.
Sous l'impulsion du club de supporteurs "Les Aigles Rouges" et d'une nouvelle équipe dirigeante, les soutiens financiers sont trouvés, le dialogue avec les collectivités est rétabli, et la catastrophe est évitée de justesse. Le club, malgré de nombreux départs de joueurs et des ambitions revues à la baisse, peut poursuivre sa route en Championnat de France Amateur, avec une 4e place en 2010.

### Promotion en National et dépôt de bilan
Le rétablissement des finances à l'équilibre et le maintien en CFA restent les objectifs du président Bourgoin et de l'entraîneur Hervé Genet pour 2011, néanmoins le BRC termine premier de sa poule de CFA et accède en National pour la saison 2011/2012.
Relégable 36 journées sur 38, le club bisontin est condamné à retourner en CFA pour 2012-2013. Néanmoins, il est interdit de toute compétition officielle nationale par la DNCG, et dépose le bilan le 29 juin 2012. Il change alors de nom, devient Racing Besançon, et repart en LR2. Il ne faudra qu'une saison au club bisontin pour être champion de LR2 et monter en Division d'Honneur de la Ligue de Franche-Comté de football pour la saison 2013-2014.

### Remontée dans les championnats nationaux
Le 25 mai 2014, le Racing Besançon remonte en National 3 (ex-CFA 2). Le 2 juin suivant François Bruard annonce sa retraite après 2 saisons et deux accessions consécutives (de LR2 à CFA2), c'est l'ancien joueur du club Mickaël Isabey qui prend sa place sur le banc.

## Résultats sportifs

### Palmarès
Le tableau suivant récapitule les performances du Racing Besançon dans les diverses compétitions régionales et françaises.
| Compétitions nationales | Compétitions régionales |
| - Coupe de France - Meilleure performance : quart de finaliste en 1950 et 1954 - Coupe de la Ligue - Meilleure performance : 1er tour en 2004 et 2005. - Championnat de France D2 - Meilleure performance : quatrième en 1978 - Championnat de France amateurs (1935-1971) - Vainqueur de groupe : 1944 - Championnat de France D3 (National) (1) - Champion : 2003 - Championnat de France D4 (CFA) - Vainqueur de groupe : 2009 et 2011 - Championnat de France D5 (National 3) - Vainqueur de groupe : 2022 - Coupe Charles Drago (1) - Vainqueur : 1962 | - Championnat USFSA de Bourgogne (6) - Champion en 1909, 1910, 1911, 1912, 1913 et 1914 - Division d'Honneur de Franche-Comté (10) - Champion : 1939, 1954, 1963, 1985, 1988, 1993, 1996, 1997, 2002 et 2014 - Coupe de Franche-Comté (5) - Vainqueur : 1975, 1985, 1986, 2012 et 2016 |

## Stade
Le Racing Club de Besançon évolue à partir 1939 dans l'enceinte du stade Léo-Lagrange. Construit en 1936, il s'agissait à l'origine d'un stade vélodrome de 18 000 places. En 2000, les infrastructures ne correspondant plus aux standards techniques et aux normes de sécurité, les pistes cycliste et d'athlétisme furent détruites pour agrandir le terrain (105mx68m au lieu de 100x65) de même que les gradins sud (remplacés par une tribune semi-définitive) et la tribune populaire insalubres. Mais du fait de la nouvelle descente du club en championnat amateur et des orientations budgétaires de la municipalité, les travaux sont actuellement ralentis. La capacité actuelle est d'environ 11 500 places et le stade sera partagé avec les autres clubs Bisontins notamment ceux évoluant au plus haut niveau régional. Les gradins nord ont également été détruits et remplacés par deux tribunes semi-définitives.

## Personnalités

### Entraîneurs
| - 1947-1949 - Louis Dupal - 1949-1952 - Gabriel Braun - 1953-1956 - Paul Wartel - 1958-1960 - Jean Avellaneda - 1960-1961 - Jean Avellaneda - 1960-1961 - Lucien Laurent - 1961-1966 - Roger Meerseman - 1966-1969 - Jean Bonato - 1969-1971 - Bela Herczeg - 1971-1972 - Paul Lévin - 1974-1979 - Gérard Coinçon - 1979-1980 - Georges Huart - 1980-1982 - Albert Vanucci - 1982-déc. 1985 - Paul Orsatti - Jan. 1986-1987 - Stefan Białas - 1989-1992 - Jean-Marie Lawniczak - 1992-mars 1995 - Diego Garzitto - mars-juin 1995 - Didier Hodille - 1995-1997 - Jean-Paul Rabier - 1997-2001 - Sylvain Matrisciano - 2001-2004 - Stéphane Paille - 2004-déc. 2004 - Bruno Génésio - déc. 2004-2012 - Hervé Genet - 2012-2014 - François Bruard - 2014-mars 2017 - Mickaël Isabey - mars 2017-2017 - Yohann Rangdet - 2017-févr. 2019 - Alexandre Pepe - févr. 2019 - 2022 - Jean-Marc Trinita - 2022-2024 - David Le Frapper - 2024-2025 - Claude Robin - depuis 2025 Jérôme Monier |